# Fanfarenzug

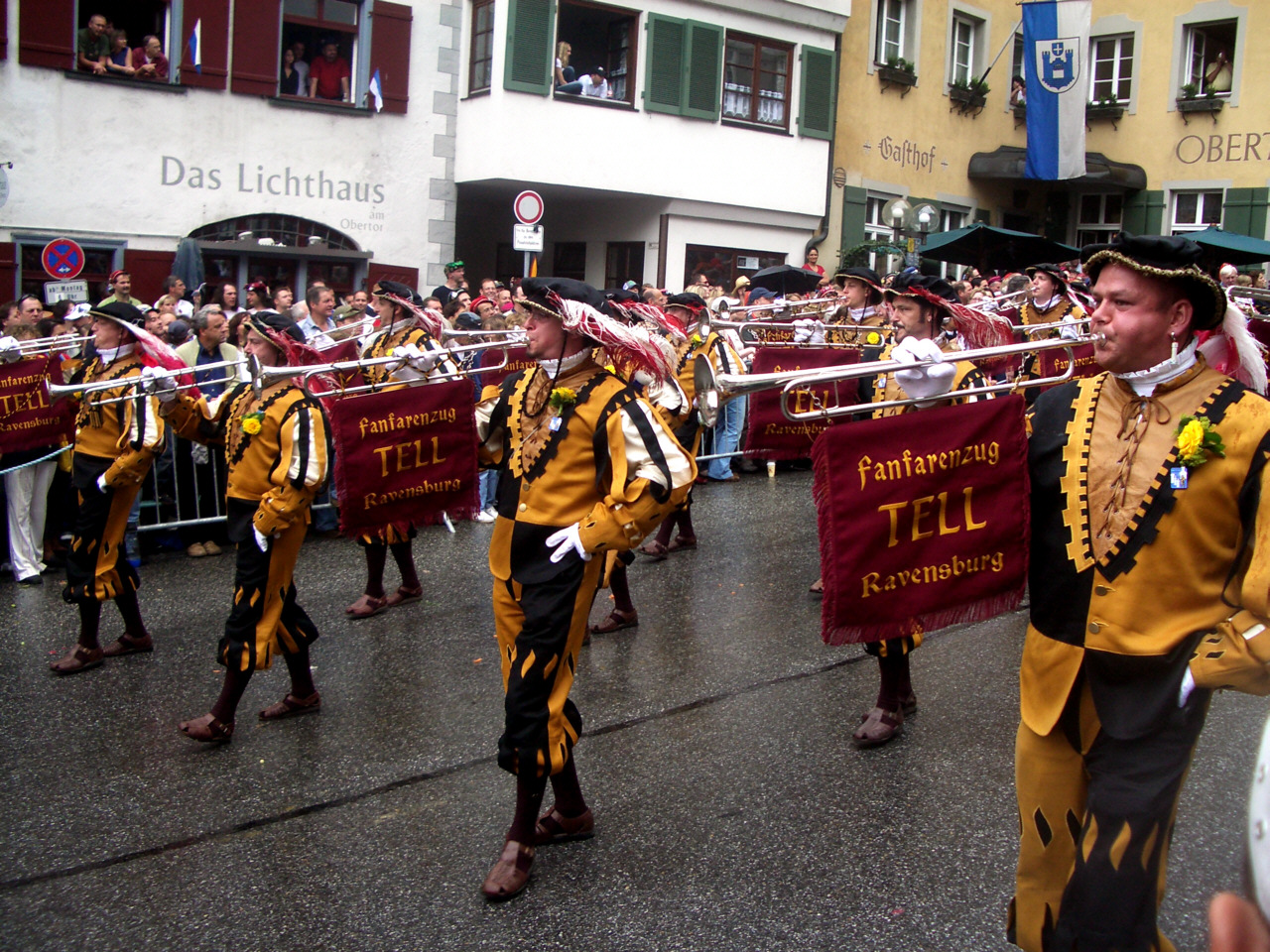
Fanfarenzug Tell beim Rutenfest in Ravensburg (Baden-Württemberg)

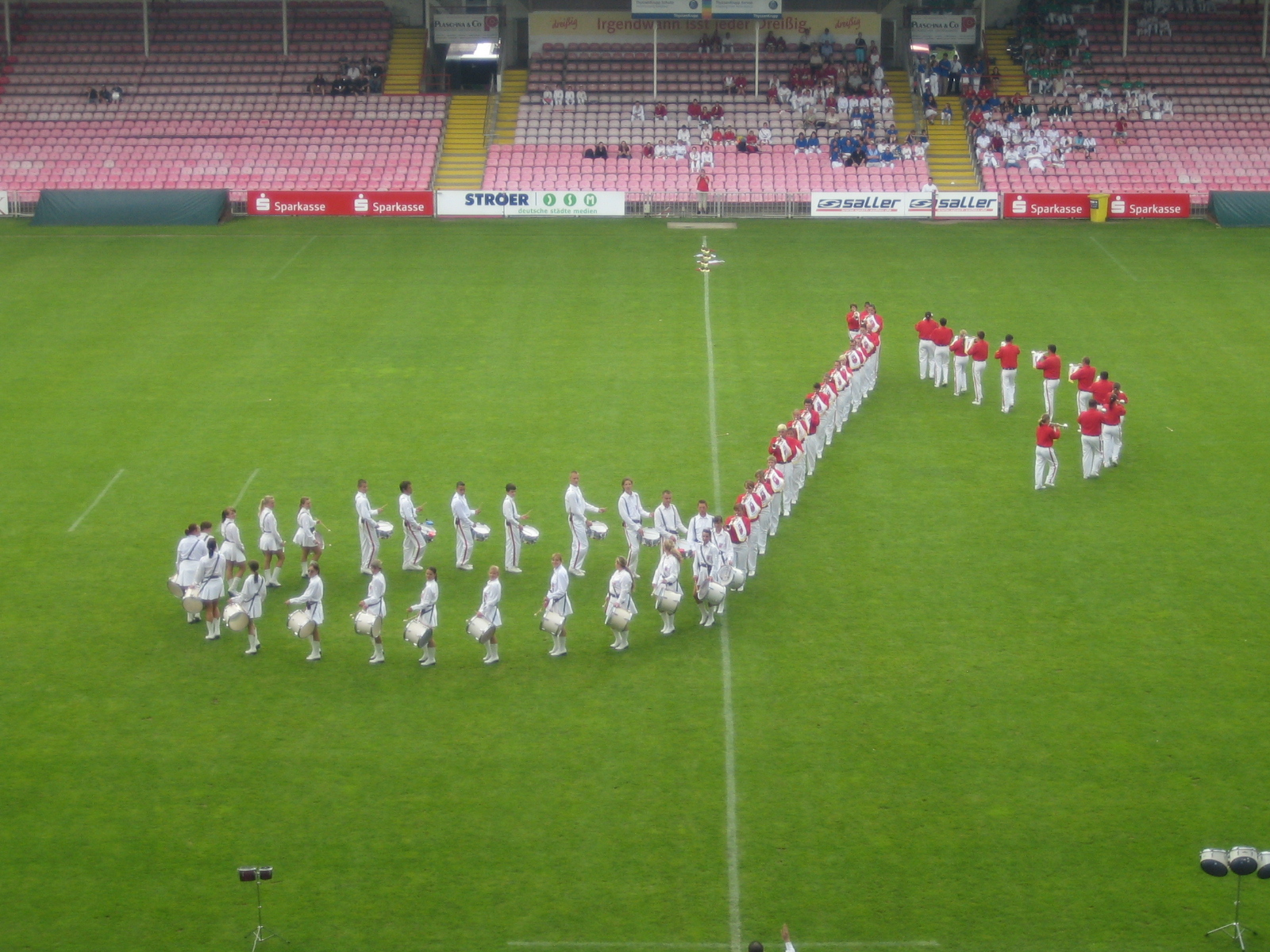
Fanfarenzug Potsdam, aufgestellt in Form einer Achtelnote

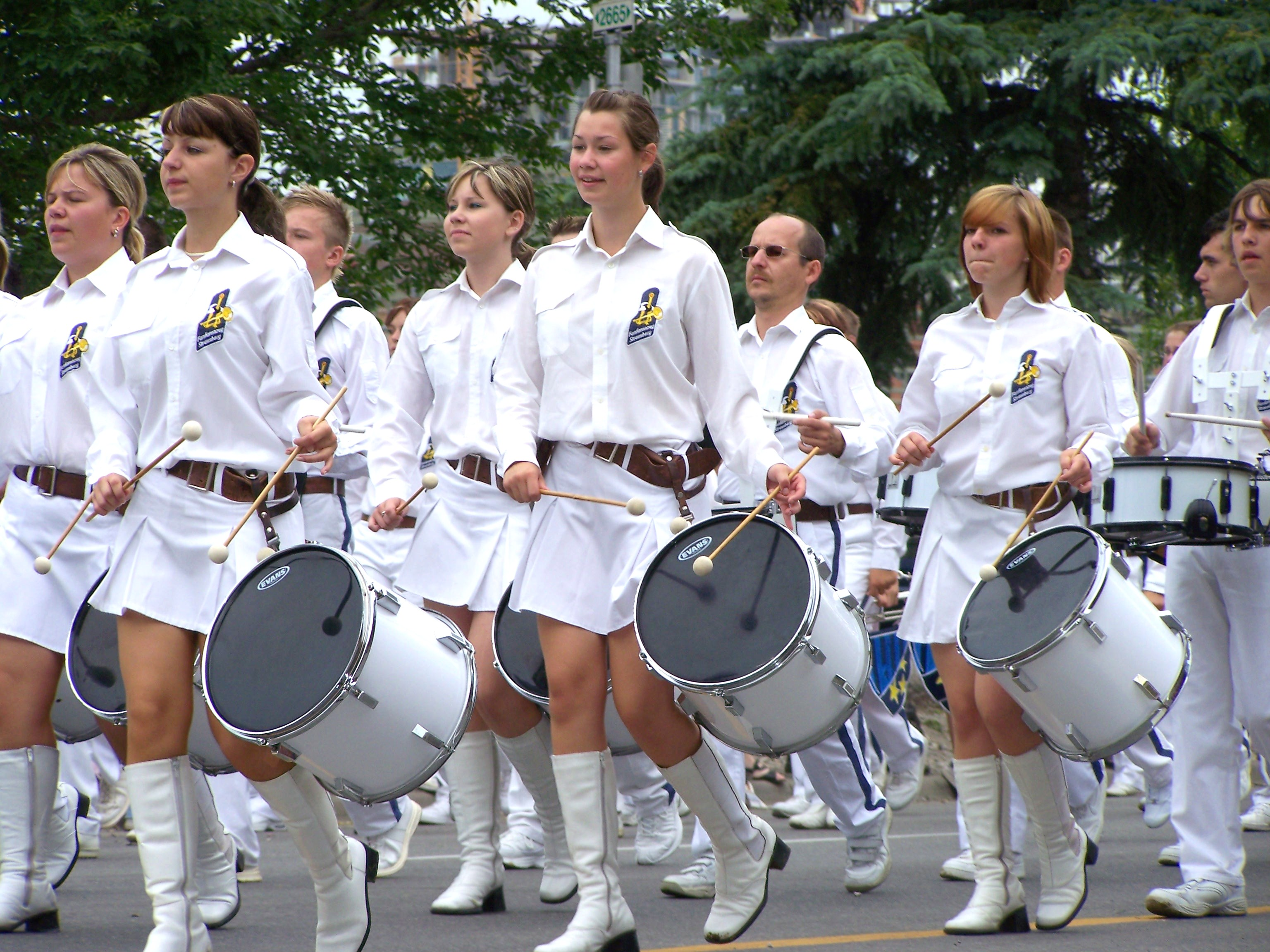
Trommler des Fanfarenzugs Strausberg (Brandenburg)

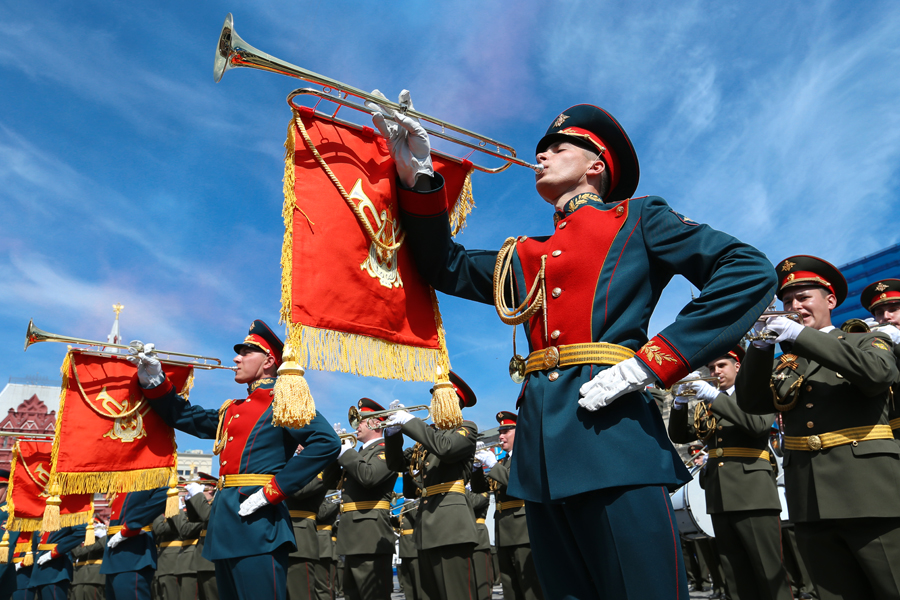
Russische Soldaten eines Fanfarenzugs, 2015

Ein traditioneller Fanfarenzug ist eine Musikgruppe, deren Musiker Naturtrompeten und Landsknechtstrommeln spielen, bzw. der Aufzug einer solchen Musikgruppe. Einige Fanfarenzüge haben eine erweiterte Besetzung mit Nebeninstrumenten, die meistens aus Parforcehörnern und Marschtrommeln bestehen. Eine weitere Art der Fanfarenzüge ist der moderne Fanfarenzug. In diesen Fanfarenzügen werden hauptsächlich Es-Ventilfanfaren verwendet. Die weiteren Musikinstrumente unterliegen einer viel größeren Vielfalt als bei traditionellen Fanfarenzügen. Beispielsweise werden Tenorhörner, Marching Bell, Schulterbässe, Zugposaunen, Becken, Kesselpauken diverse Sorten an Schlagwerk wie kleine Trommeln oder sogar komplette Schlagzeuge verwendet.
Die am häufigsten verbreitete Stimmung ist Es. Aufgrund der fehlenden Ventile werden bei Naturtrompeten die einzelnen Töne ausschließlich mit den Lippen produziert; daher ist nur die so genannte Naturtonreihe spielbar. Ein gemeinsames Spielen mit z. B. Spielmannszügen oder Blasorchestern ist daher nur bedingt möglich. Entsprechende Literatur, vor allem für Fanfarenzüge und Blasorchester, ist aber erhältlich. Bei modernen Fanfarenzügen kommen hingegen hauptsächlich Es-Ventilfanfaren zum Einsatz, gelegentlich sogar Trompeten, was ein chromatisches Spielen ermöglicht und so die Möglichkeit des Zusammenspiels mit anderen Blasmusikgruppen stark erweitert.

## Geschichte der Fanfarenzüge
Ursprünglich gehörten zu den Fanfarenzügen Naturtrompeten und Kesselpauken. Im Laufe der Zeit hat sich aber die Landsknechtstrommel bei traditionellen Fanfarenzügen als am weitesten verbreitetes Schlaginstrument durchgesetzt (Kesselpauken findet man nurmehr bei Reiterfanfarenkorps). Viele Fanfarenzüge erweitern deren Besetzung mit weiteren Instrumenten, wie z. B. Parforcehörnern, Kesselpauken, kleine Trommeln, große Trommeln oder Becken. Bassnaturtrompeten, die eine Oktave tiefer gestimmt sind, kommen auch gelegentlich zum Einsatz.
Das Instrumentarium der modernen Fanfarenzüge erstreckt sich über ein noch größeres Gebiet, weil die Möglichkeit besteht, fast jedes Instrument in die Gruppe einzubinden, wobei sich hauptsächlich diverse moderne Percussionsinstrumente und Schulterbässe bzw. Zugposaunen als erweitertes Instrumentarium durchgesetzt haben.
Die heutigen Naturton-Fanfarenzüge spielen ein Repertoire, welches sowohl aus traditionellen Märschen und Aufzügen als auch aus konzertanter Musik besteht. Stand noch vor einigen Jahren die Marschmusik im Vordergrund, so wurde in jüngster Vergangenheit immer mehr Wert auf Kompositionen fürs Bühnenspiel gelegt. Dabei greifen die heutigen Fanfarenzüge sowohl auf Kompositionen alter Meister wie auch auf Werke von Komponisten aus der heutigen Zeit zurück.
Musikalisch unterscheiden sich die beiden Arten der Fanfarenzüge teilweise elementar. Während die traditionellen Fanfarenzüge aufgrund ihres eingeschränkten Tonumfangs hauptsächlich Märsche und konzertante Musik spielen, ist ein moderner Fanfarenzug in der Lage fast alle Musikrichtungen zu spielen.

## Fanfarenzüge in den neuen Bundesländern
Der größte Teil der Fanfarenzüge der ehemaligen DDR entsprang der Freien Deutschen Jugend (FDJ), etwa als Arbeitsgemeinschaft in Schulen. Einige wenige waren im Deutschen Turn- und Sportbund (DTSB) organisiert und fanden kaum Beachtung, was sich erst 1968 mit der ersten Musikschau änderte.
Die Ausstattung beschränkte sich auf Es-Fanfaren, Landsknechttrommeln, Flachtrommeln. Teilweise gab es auch Becken und Pauken. Zu besonderen Auftritten waren die Bläser zusätzlich mit Signalhörnern in B ausgerüstet, um zusammen mit Spielmannszügen spielen zu können. Seit Ende der 1960er Jahre verdrängte die von Gerhard Müller und Bernd Schenke entwickelte B/Es-Umschaltfanfare die beiden anderen Blasinstrumente.
Heute findet auch hier zusätzlich ein breites Spektrum von Percussion-Instrumenten seine Anwendung.
Die klassische Uniform besteht (wie bei den Spielmannszügen) aus weißer Hose, weißem Hemd und weißen Schuhe. Vielerorts werden Oberteile in den Farben der Stadt getragen oder komplett in rot/weiß – den Farben der Spielleute.
Das anfänglich eher geringe Repertoire mit höchstens zweistimmigen kurzen Titeln, welche meist nur laut und undynamisch klangen, entwickelte sich durch die großen Auftritte bei den Musikschauen im Rahmen der Sportschau des DTSB deutlich weiter. Hieraus entstand das sogenannte „Marschalbum“, eine Sammlung verschiedener Titel, die auch heute nahezu alle Züge der neuen Bundesländer beherrschen und dadurch ein gemeinsames Spiel ermöglichen.
Der Aufschwung der Fanfarenzüge führt 1970 in Potsdam zum „ersten Klassifizierungsturnier“ für Fanfarenzüge und danach zur Ermittlung des „DDR-Besten“ der Fanfarenzüge der Sonderklasse sowie ab 1978 zur DDR-Meisterschaft.
Es folgte ein deutlicher Zuwachs an Fanfarenzügen, der erst nach 1990 mit dem Ende der DDR in eine Welle der Auflösung umschlug. Viele der verbliebenen Vereine versuchen sich oft in Musik und Präsentation moderner zu gestalten, ohne jedoch ihre Gemeinsamkeiten mit anderen Zügen zu sehr abzulegen. Auch gab es eine Reihe von völlig neu gegründeten Vereinen nach 1990.
Mit der „Fanfaronade“ des Märkischen Turnerbund Brandenburg (MTB) findet jährlich ein Leistungsvergleich in Marsch- und Showwettbewerben der ostdeutschen Fanfarenzüge statt, der als größter europäischer Leistungsvergleich für Naturtonfanfarenzüge gilt und zudem der Qualifikationswettkampf für die Weltmeisterschaften der World Association of Marching Show Bands (WAMSB) ist.
Die besten ostdeutschen Fanfarenzüge konnten sich in dieser Weltmeisterschaft oft gegen die internationale Konkurrenz behaupten.

## Organisation der Fanfarenzüge in Deutschland
Fanfarenzüge sind in den einzelnen Landesverbänden organisiert, in denen zum Teil auch Landesmeisterschaften ausgetragen werden. Darüber hinaus gibt es in Deutschland verschiedene Interessenverbände, die sich zur Aufgabe gemacht haben, die Tradition der Fanfarenzüge zu pflegen und weiter zu verbreiten.
In folgenden Landesverbänden können Fanfarenzüge organisiert sein:
- Hessischer Musikverband,
- Landesblasmusikverband Brandenburg,
- LandesMusikVerband NRW 1960 e. V.,
- Landesmusikverband Rheinland-Pfalz,
- Landesmusikverband Sachsen-Anhalt e. V.,
- Landes-, Musik- und Spielleutesportverband Sachsen e. V.,
- Landesverband der Spielmanns- und Fanfarenzüge e. V., Baden-Württemberg
- Landesverband für das Spielmannswesen in Bayern e. V.,
- Musikerverband Schleswig-Holstein,
- Musikverband Hamburg,
- Musikverband NRW e. V.,
- Niedersächsischer Musikverband,
- Ring Oberschwäbischer Fanfarenzüge e. V.,
- Sächsischer Blasmusikverband,
- Volksmusikerbund NRW,
- Blasmusikverband Baden-Württemberg,
- Blasmusikverband Berlin,
- Blasmusikverband Thüringen,
- Verband der Fanfarenzüge Mecklenburg-Vorpommern

Für den süddeutschen Bereich gibt es den Verband Südwestdeutscher Fanfarenzüge e. V., dem momentan ca. 40 reine Naturtonfanfarenzüge aus dem süddeutschen Raum, aufgeteilt in vier Sektionen, angehören. Jedes Jahr wird eine Jahresversammlung der Sektionen sowie ein Gesamtsüdwestdeutsches Fanfarenzugtreffen veranstaltet. Auch gemeinsame Auftritte einer ganzen Sektion bei verschiedensten Veranstaltungen (Formel 1 Rennen am Hockenheimring, Oktoberfest in München etc.) wurden bereits realisiert.
Anfang der 90er Jahre hat sich in Nordrhein-Westfalen (NRW) die Neue Zunft der Feldtrompeter und Heerpauker, die Interessengemeinschaft reiner Fanfarenzüge NRW, gebildet. Dieser Interessengemeinschaft gehören zurzeit ca. 20 Naturtonfanfarenzüge, die alle ausschließlich aus NRW stammen, an. Auch hier gibt es jedes Jahr ein Treffen aller Mitgliedsvereine. Ähnlich wie beim südwestdeutschen Verband kommt es auch in NRW als Höhepunkt zum gemeinsamen Spiel aller Fanfarenzüge, bei dem ca. 400 Musiker gleichzeitig musizieren.
Alle diese Verbände sind, auf Bundesebene, unter dem Dach der Bundesvereinigung Deutscher Musikverbände zusammengefasst. Aufgrund der vielen Verbände gibt es verschiedene Deutsche Meisterschaften.
Der Deutsche Bundesverband der Spielmanns-, Fanfaren-, Hörner- und Musikzüge (DBV) richtet alle 2 Jahre eine Deutsche Meisterschaft für Fanfarenzüge aus, in der die Naturton-Fanfarenzüge in der Naturtonklasse um den Titel kämpfen.
Für die Fanfarenzüge in Ostdeutschland gibt es als Nachfolgeveranstaltung zu den DDR-Meisterschaften des DTSB die Fanfaronade als größten europäischen Leistungsvergleich in Marsch und Show für Naturtonfanfarenzüge und ist gleichzeitig Qualifikationswettkampf für die Weltmeisterschaften der World Association of Marching Show Bands (WAMSB). Eine Teilnahme von anderen Musikzügen ist in den offenen Klassen aber grundsätzlich möglich und erwünscht. Ausrichter ist das gemeinsame Technischen Komitees Musik und Spielmannswesen (TK MSW) des Märkischen Turnerbundes Brandenburg e. V. (MTB) und des Berliner Turn- und Freizeitsport-Bundes e. V. (BTFB), welche 2008 im MTB fusionierten.